# Traité contre les donatistes
Vous pouvez aider à l'améliorer ou bien discuter des problèmes sur sa page de discussion.
- Il ne cite pas suffisamment ses sources. Vous pouvez indiquer les passages à sourcer avec {{référence nécessaire}} ou {{Référence souhaitée}}, et inclure les références utiles en les liant aux notes de bas de page. (Marqué depuis septembre 2011)
- Il doit être recyclé. La réorganisation et la clarification du contenu sont nécessaires. (Marqué depuis septembre 2011)

- Archive Wikiwix
- Bing
- Cairn
- DuckDuckGo
- E. Universalis
- Gallica
- Google
- G. Books
- G. News
- G. Scholar
- Persée
- Qwant
- (zh) Baidu
- (ru) Yandex
- (wd) trouver des œuvres sur Wikidata

Le traité contre les donatistes a été écrit par Optat de Milève (vers 364-367).

## Contexte historique
Depuis le début du  IVe, il existait en Afrique romaine deux églises rivales. Peu après la persécution de Dioclétien, des évêques numides avaient provoqué un schisme à Carthage et s'étaient séparés de l'Église catholique, dont ils accusaient certains membres d'avoir remis les livres des Écritures aux persécuteurs (Traditores). Aux catholiques, devenus le "parti des traditeurs", s'opposaient les schismatiques, ou "parti de Donat".
Le Traité contre les donatistes, rédigé vers 364-367 par Optat, évêque catholique de Milève (aujourd'hui Mila, Algérie), est une réponse à l'ouvrage de Parménien, évêque donatiste de Carthage, à une époque où les donatistes se montrent particulièrement combatifs. 
Ce texte capital éclaire non seulement l'histoire de l'Afrique du Nord romaine, mais aussi celle des doctrines chrétiennes. 
L’alternance des thèmes traités révèle toute la richesse d'une œuvre dans laquelle l'auteur, se faisant tour à tour historien et théologien, élabore une doctrine catholique des sacrements et de l'Église, qui annonce l'essentiel de la théologie augustinienne en ce domaine.
Dans sa lutte contre les donatistes toujours actifs de son temps, Augustin d'Hippone poursuivra l'œuvre d'Optat.
La première traduction française du Traité d'Optat de Milève a été publiée en 1995 dans la collection des Sources chrétiennes. 
Le dernier éditeur (Ziwsa) n'avait pu disposer de l'un des manuscrits importants de l'œuvre. 
Le texte latin de l'édition de Sources chrétiennes a donc été renouvelé par rapport aux éditions antérieures et le problème soulevé par les ajouts du livre VII en a été éclairé.

## Composition

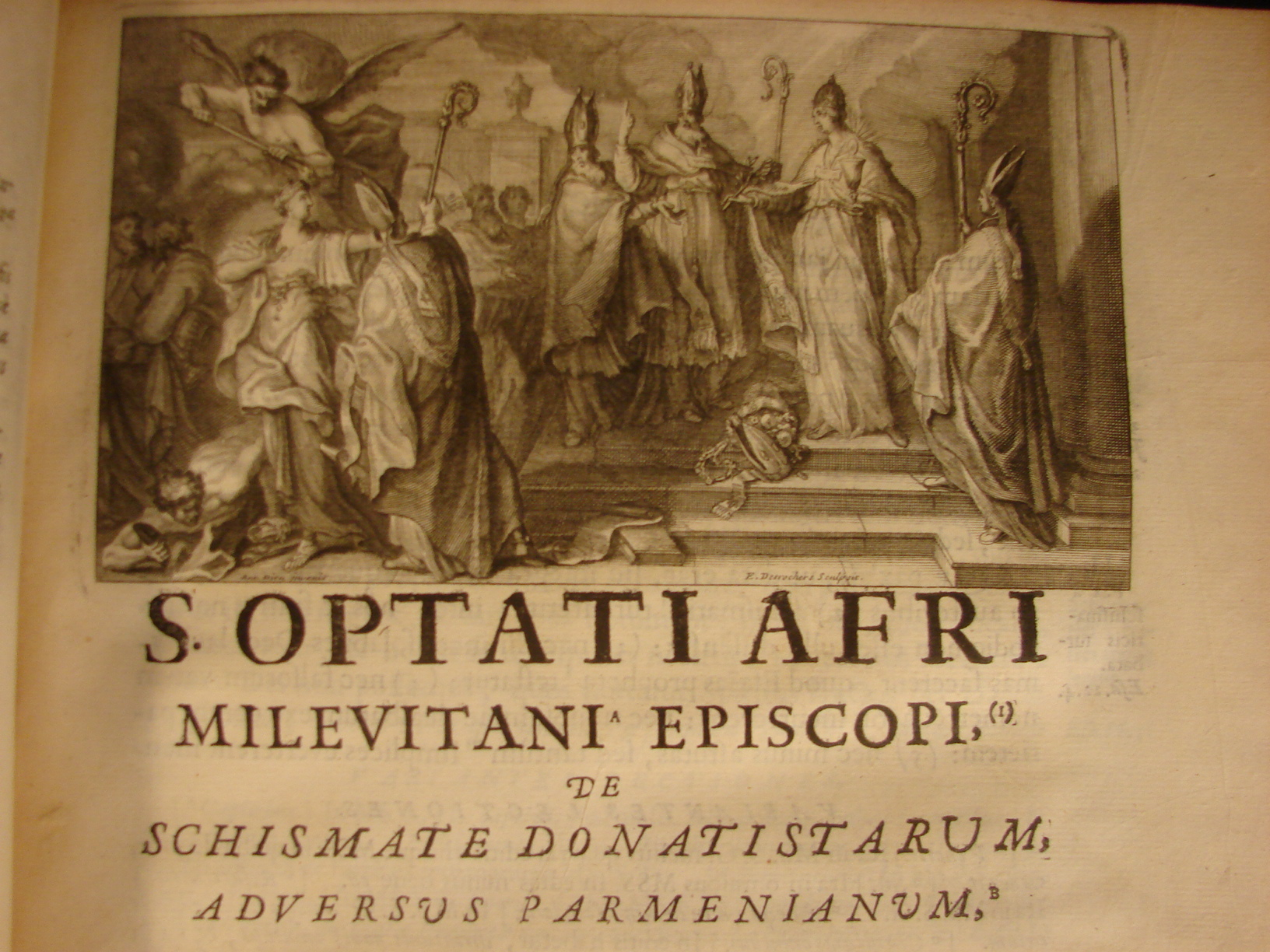

- Le premier livre commence par une profession de foi touchant le mystère de l'Incarnation, semblable a peu près à celle du symbole des apôtres. L'argumentation montre que les chefs des donatistes ont livré les saintes Écritures aux persécuteurs, et qu'ils sont donc les premiers à avoir rompu avec l'Église catholique. Remontant jusqu'au concile de Cirta, tenu le 4 mars 305, il fait retomber sur les donatistes la honte d'avoir eu pour premiers chefs des évêques qui s'étaient tous reconnus coupables et qui étaient morts sans avoir donné aucune marque de repentir. Il raconte ensuite comment s'est formé ce déplorable schisme, et déclare que le schisme est un crime plus grand que le parricide et l'idolâtrie. Les donatistes reprochaient aux catholiques de s'être adressés aux puissances temporelles pour des affaires de religion : saint Optât leur démontre que ce sont eux-mêmes qui y ont eu recours les premiers, en s'adressant à l'empereur Constantin.
- Le second livre établit que l'Église catholique est une, qu'elle n'est point chez les hérétiques, ni chez les schismatiques, ni renfermée dans une partie de l'Afrique, comme le prétendaient les donatistes.
- Le troisième livre vise à montrer que les violences commises pour l'unité ne sont pas imputables aux catholiques.
- Le quatrième livre est une réfutation de ce que Parménien avait dit de l'huile et des sacrifices du pécheur (entendant sous ce dernier nom les catholiques), dont il voulait qu'on évite les sacrifices.
- Le cinquième livre traite du baptême que les donatistes réitéraient.
- Le sixième livre expose la folie des partisans de Donat, qui brisaient et renversaient les autels, sur lesquels ils avaient eux-mêmes auparavant offert des sacrifices.
- Le septième livre répond aux nouvelles objections des donatistes, et lance un nouvel appel à l'unité de l'Église.

(source manquante : à compléter)

## Jugement
Tous les commentateurs anciens accordent à Optat un style énergique : « Quoique dur et obscur en certains endroits, le style de saint Optat a du feu, de l'énergie, de l'agrément. Il donne quelquefois aux passages de l'Écriture un sens peu naturel et purement allégorique. (Source???)
L'Encyclopédie catholique de 1913 (art. Inquisition) accuse Optat de Milève d'avoir été le premier théologien chrétien à justifier l'application de la peine de mort aux hérétiques. En effet, il écrit (De schismate donatistarum, III, 6-7): "Comme s'il n'était pas permis de se présenter en vengeurs de Dieu et de prononcer une sentence de mort! Mais, dites-vous, l'État ne peut pas punir au nom de Dieu. Pourtant n'était-ce pas au nom de Dieu que Moïse et Phinées condamnèrent à mort les adorateurs du veau d'or et ceux qui méprisaient la vraie religion?" L'auteur de l'article commente: "C'était la première fois qu'un évêque catholique se faisait le champion d'une coopération décisive de l'État sur des questions religieuses, et de son droit d'infliger la mort aux hérétiques. Pour la première fois aussi, on en appelait à l'Ancien Testament, alors que de telles références avaient été auparavant rejetées par des théologiens chrétiens".

## Éditions
- Le traité de saint Optat de Milève : De schismate donatistarum a été publié pour la première fois par Jean Cochläus, chanoine de Breslau, Mayence, 1549, in-fol. : cette édition est faite d'après un manuscrit défectueux.
- Frère Baudouin, en 1569,
- Gabriel de L'Aubespine, évêque d'Orléans,
- Méric Casaubon,
- Charles Paulin, jésuite, en 1631,
- par Phil. le Prieur, en 1679,
- Le Nain de Tillemont
- Du Pin (Patrice?), Paris, 1700, in-fol.; Amsterdam, 1701, in-fol.;Anvers, 1702, in fol. Optat fut étudié en 1700 par Du Pin (ou Dupin) qui édita ses œuvres et écrivit une Vie d'Optat[1]. « Il l'a enrichie d'une préface sur la vie, les livres et les éditions d'Optat, et de deux dissertations, l'une sur l'histoire des donatistes, l'autre sur la géographie sacrée d'Afrique. Il a mis de courtes notes au bas des pages avec les différentes leçons, et y a ajouté celles des premiers éditeurs. On y trouve enfin un recueil de tous les actes et des conférences épiscopales, des lettres des évêques, des édits des empereurs, des gestes proconsulaires et des actes des martyrs, qui ont un rapport à l'histoire des donatistes, disposés par ordre chronologique, depuis l'origine de ce schisme jusqu'au pontificat de saint Grégoire le Grand ».
- Les  Œuvres complètes ont été publiées par l'abbé Migne, Montrouge, in-4°, avec les œuvres de Zénon de Vérone.
- Édition de Ziwsa, CSEL 26,Vienne, 1893
- Traité contre les donatistes (en 7 livres), Sources Chrétiennes, (1995 et 1996), texte latin, traduction et notes par Mireille Labrousse, Le Cerf, t.I et II (no 412 et 413)  avec bibliographie p. 146-169 du tome I (no 412).

## Contenu

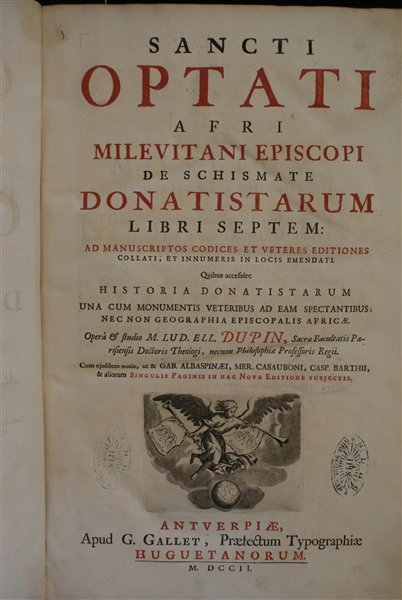
Édition de Du Pin

- Optat nous apprend que l'Église était une et indivisible comme les « cinq doigts de la main » correspondant aux cinq dons de l'Église. « Il énumère cinq caractères de l'Église, qu'il présente sous l'emblème d'une chaire, d'un ange, d'un esprit, d'une source et d'un sceau. Il dit du premier : « Vous ne pouvez nier que vous ne sachiez que la chaire épiscopale a été donnée à Rome, premièrement à Pierre, en laquelle a été assis Pierre, le chef de tous les apôtres, qui a été pour cela appelé Céphas; c'est dans cette chaire que l'unité devait être gardée par tous les fidèles, afin que les autres apôtres ne pussent pas s'attribuer la chaire, et que celui-là fût tenu pour pécheur et pour schismatique, qui élèverait une autre chaire contre cette chaire singulière. » Sous la figure de l'ange, il entend les évêques des Églises particulières : ils sont au-dessus des prêtres, et les prêtres au-dessus des diacres. L'Église n'en est pas moins sainte pour renfermer des pécheurs dans son sein.
- De l'homme, saint Optat enseigne qu'étant naturellement faible et imparfait, il a besoin de la grâce : Est Christiani hominis quod bonum est velle, et in eo quo bene voluerit currere; sed homini non est datum perficere, ut post spatia, quae debet homo implere, restet aliquid Deo, ubi deficienti succurrat, quia ipse solus est perfectio".
- Trois choses sont nécessaires à la validité du baptême : Prima species est in Trinitate, secunda in credente, tertia in operante. Les deux premières, l'opération de Dieu et la foi dans celui qu'on baptise, sont indispensables. L'indignité du ministre ne nuit pas à la validité du sacrement, car « les sacrements sont saints par eux-mêmes et non par les hommes. » Si la foi est nécessaire, c'est seulement aux adultes ; le baptême des enfants est aussi valide. Il mentionne divers usages qui se rattachent au sacrifice : on l'offre sur un autel, on y emploie des calices, qu'il appelle « des porteurs du sang du Christ » ; l'Église l'offre sur toute la surface de la terre.
- Outre la réfutation des donatistes, Optat nous apprend de l'Église du IVe siècle que l'Eucharistie était appelée Sacrifice, et célébrée sur des autels en bois parés de lin, des vases et calices d'or et d'argent. Une juridiction de l'église était établie pour les crimes. L'évêque était alors chargé de la Parole de Dieu. Des vierges se consacraient à Dieu par une promesse, un vœu public, et portaient ensuite sur la tête des sortes de voiles.
- Optat explique dans le Livre III de son Traité  le sens chrétien de l'acrostiche célèbre « Ichtus » après l'évocation du poisson du livre de Tobie : ici se trouve la piscine qui nous appelle dans le baptême par les ondes des fonts baptismaux : d'après une appellation grecque, le nom de ce  poisson tient en un seul mot, « ΙΧΘΥΣ », c'est-à-dire en grec Jésus Christ, Fils de Dieu, Sauveur et en latin :  «  Hic est piscis qui in baptismate per invocationem fontalibus undis inseritur ut quae aqua fuerat a pisce etiam piscina uocitetur. Cujus piscis nomen secundum appellationem Graecam, in uno nomine per singulas litteras turbam sanctorum nominum continet, ΙΧΘΥΣ quod est Latinum : JESUS-CHRISTUS, DEI FILIUS, SALVATOR. Hanc vos piscinam, quae in omni catholica per totum orbem terrarum, ad vitam generis humani salutaribus undis exuberat, transduxistis ad voluntatem vestram, et solvistis singulare baptisma, ex quo baptismate hominibus muri facti sunt ad tutelam, et fecistis quasi alteros muros nullum bonum aedificium facientes.» (Traité contre les donatistes, Livre III, 2-3.)